# 吉澤利東河
43°14′12″N 44°19′26″E / 43.2367°N 44.3239°E
吉澤利東河（俄语：Гизельдон），是俄羅斯的河流，位於該國西南部北奧塞梯-阿蘭共和國，屬於阿爾東河的支流，流經卡茲別克山，河道全長80公里，流域面積604平方公里。